# Carl Anton Diederichs
Carl Anton Diederichs, ab 1817 von Diederichs (* 22. Oktober 1762 in Pyrmont; † 25. November 1827 in Herford) war ein deutscher Kommunalbeamter und Parlamentarier. Er war von 1808 bis 1813 Mitglied der Reichsstände des Königreichs Westphalen.

## Leben
Diederichs Vater Leopold Conrad Diederichs war Brunnenkommissar der Pyrmonter Domanialverwaltung. Er besuchte das Friedrichs-Gymnasium in Herford und studierte Rechtswissenschaften an den Universitäten Göttingen und Halle (Saale). Er war Kammerreferendar in Minden, dann  Kriegs- und Steuerrat sowie ab 1. November 1785 Zweiter Bürgermeister von Herford. Von 1791 bis zu seinem Tod war er dort Erster Bürgermeister (Stadtdirektor bzw. Canton-Maire).
Von 1808 bis 1811 gehörte Diederichs dem Departements-Wahlkollegium des Weser-Departements an. Von 1808 bis 1813 war er Mitglied des Distriktsrats des Distrikts Herford, von 1808 bis 1811 Mitglied des Departementsrats des Weser-Departements und vom 2. Juni 1808 bis 26. Oktober 1813 Mitglied der Reichsstände des Königreichs Westphalen für die Gruppe der Grundeigentümer.